# Jeremías Martinet
Jeremías Martín Pablo Martinet Donda (ur. 30 sierpnia 2005 w Santiago) – argentyński piłkarz pochodzenia francuskiego z obywatelstwem chilijskim występujący na pozycji bramkarza, od 2023 roku zawodnik River Plate.
Jego ojciec pochodzi z Francji, zaś matka z Argentyny. Urodził się w Chile, skąd w wieku pięciu lat przeprowadził się do argentyńskiej prowincji Córdoba.